# Шальмазель
Шальмазе́ль (фр. Chalmazel) — колишній муніципалітет у Франції, у регіоні Овернь-Рона-Альпи, департамент Луара. Населення — 407 осіб (2011).
Муніципалітет був розташований на відстані близько 370 км на південь від Парижа, 80 км на захід від Ліона, 55 км на північний захід від Сент-Етьєна.

## Історія
До 2015 року муніципалітет перебував у складі регіону Рона-Альпи. Від 1 січня 2016 року належав до нового об'єднаного регіону Овернь-Рона-Альпи.
1 січня 2016 року Шальмазель і Жансаньєр було об'єднано в новий муніципалітет Шальмазель-Жансаньєр.

## Демографія
Динаміка населення (INSEE ):
Розподіл населення за віком та статтю (2006):
| Стать | Всього | До 15 років | 15-24 | 25-44 | 45-64 | 65-85 | Понад 85 |
| --- | ------ | ----------- | ----- | ----- | ----- | ----- | -------- |
| Чоловіки | 252    | 20          | 24    | 72    | 92    | 40    | 4        |
| Жінки | 220    | 32          | 12    | 56    | 64    | 48    | 8        |
| \| Статево-вікова піраміда \| Статево-вікова піраміда \| Статево-вікова піраміда \| \| ----------------------- \| ----------------------- \| ----------------------- \| \| Чоловіки \| Вік \| Жінки \| \| 4 \| 85 + \| 8 \| \| 4 \| 80-84 \| 8 \| \| 12 \| 75-79 \| 8 \| \| 8 \| 70-74 \| 20 \| \| 16 \| 65-69 \| 12 \| \| 20 \| 60-64 \| 16 \| \| 32 \| 55-59 \| 16 \| \| 24 \| 50-54 \| 16 \| \| 16 \| 45-49 \| 16 \| \| 4 \| 40-44 \| 16 \| \| 24 \| 35-39 \| 16 \| \| 20 \| 30-34 \| 12 \| \| 24 \| 25-29 \| 12 \| \| 8 \| 20-24 \| 4 \| \| 16 \| 15-20 \| 8 \| \| 4 \| 10-14 \| 20 \| \| 0 \| 5-9 \| 12 \| \| 16 \| 0-4 \| 0 \| |        |             |       |       |       |       |          |
| Статево-вікова піраміда |        |             |       |       |       |       |          |
| Чоловіки | Вік    | Жінки       |       |       |       |       |          |
| 4 | 85 +   | 8           |       |       |       |       |          |
| 4 | 80-84  | 8           |       |       |       |       |          |
| 12 | 75-79  | 8           |       |       |       |       |          |
| 8 | 70-74  | 20          |       |       |       |       |          |
| 16 | 65-69  | 12          |       |       |       |       |          |
| 20 | 60-64  | 16          |       |       |       |       |          |
| 32 | 55-59  | 16          |       |       |       |       |          |
| 24 | 50-54  | 16          |       |       |       |       |          |
| 16 | 45-49  | 16          |       |       |       |       |          |
| 4 | 40-44  | 16          |       |       |       |       |          |
| 24 | 35-39  | 16          |       |       |       |       |          |
| 20 | 30-34  | 12          |       |       |       |       |          |
| 24 | 25-29  | 12          |       |       |       |       |          |
| 8 | 20-24  | 4           |       |       |       |       |          |
| 16 | 15-20  | 8           |       |       |       |       |          |
| 4 | 10-14  | 20          |       |       |       |       |          |
| 0 | 5-9    | 12          |       |       |       |       |          |
| 16 | 0-4    | 0           |       |       |       |       |          |

## Економіка
2010 року серед 238 осіб працездатного віку (15—64 років) 176 були активними, 62 — неактивними (показник активності 73,9%, у 1999 році було 72,7%). З 176 активних мешканців працювало 165 осіб (102 чоловіки та 63 жінки), безробітними було 11 (3 чоловіки та 8 жінок). Серед 62 неактивних 12 осіб було учнями чи студентами, 37 — пенсіонерами, 13 були неактивними з інших причин.

У 2010 році в муніципалітеті числилось 215 оподаткованих домогосподарств, у яких проживали 430,5 особи, медіана доходів виносила 14 351 євро на одного особоспоживача